# ITF Charlottesville
Das ITF Charlottesville (offiziell: Boar’s Head Resort Women’s Open; bis 2018 Boyd Tinsley Clay Court Classic) ist ein Tennisturnier der ITF Women’s World Tennis Tour, das in Charlottesville, Virginia, auf Sandplatz ausgetragen wird.

## Siegerliste

### Einzel
| Jahr | Kategorie | Siegerin             | Finalgegnerin             | Ergebnis             |
| ---- | --------- | -------------------- | ------------------------- | -------------------- |
| 2002 | $25.000   | Erika de Lone        | Jelena Janković           | 6:2, 6:4             |
| 2003 | $25.000   | Kristina Brandi      | Christina Wheeler         | 4:6, 6:4, 6:2        |
| 2004 | $50.000   | Marissa Irvin        | Jamea Jackson             | 6:3, 7:65            |
| 2005 | $50.000   | Carly Gullickson     | Varvara Lepchenko         | 6:4, 6:4             |
| 2006 | $50.000   | Laura Granville      | Dominika Cibulková        | kampflos             |
| 2007 | $50.000   | Edina Gallovits      | Angelika Bachmann         | 6:3, 6:3             |
| 2008 | $50.000   | Alexis Gordon        | Olga Putschkowa           | 6:3, 6:3             |
| 2009 | $50.000   | Lindsay Lee-Waters   | Jekaterina Bytschkowa     | 6:3, 7:5             |
| 2010 | $50.000   | Michaëlla Krajicek   | Laura Siegemund           | 6:2, 6:4             |
| 2011 | $50.000   | Stéphanie Dubois     | Michelle Larcher de Brito | 1:6, 7:65, 6:1       |
| 2012 | $50.000   | Melanie Oudin        | Irina Falconi             | 7:60, 3:6, 6:1       |
| 2013 | $50.000   | Shelby Rogers        | Allie Kiick               | 6:3, 7:5             |
| 2014 | $50.000   | Taylor Townsend      | Montserrat González       | 6:2, 6:3             |
| 2015 | $50.000   | Allie Kiick          | Katerina Stewart          | 7:5, 6:73, 7:5       |
| 2016 | $50.000   | Taylor Townsend      | Grace Min                 | 7:5, 6:1             |
| 2017 | $60.000   | Madison Brengle      | Caroline Dolehide         | 6:4, 6:3             |
| 2018 | $80.000   | Mariana Duque Mariño | Anhelina Kalinina         | 0:6, 6:1, 6:2        |
| 2019 | W80       | Whitney Osuigwe      | Madison Brengle           | 6:4, 1:6, 6:3        |
| 2020 | abgesagt  | abgesagt             | abgesagt                  | abgesagt             |
| 2021 | W60       | Claire Liu           | Wang Xinyu                | 3:6, 6:4, 4:1 aufgg. |
| 2022 | W60       | Louisa Chirico       | Wang Xiyu                 | 6:4, 6:3             |
| 2023 | W60       | Emma Navarro         | Ashlyn Krueger            | 6:1, 6:1             |
| 2024 | W75       | Louisa Chirico       | Kayla Day                 | 6:1, 7:5             |
| 2025 | W100      | Iva Jovic            | Irina Bara                | 6:0, 6:1             |

### Doppel
| Jahr | Kategorie | Siegerinnen                          | Finalgegnerinnen                        | Ergebnis         |
| ---- | --------- | ------------------------------------ | --------------------------------------- | ---------------- |
| 2002 | $25.000   | Erika de Lone Jessica Steck          | Teryn Ashley Kristen Schlukebir         | 6:2, 2:6, 7:5    |
| 2003 | $25.000   | Bethanie Mattek Lilia Osterloh       | Julie Ditty Christina Wheeler           | 7:5, 6:1         |
| 2004 | $50.000   | Erica Krauth Jessica Lehnhoff        | Vilmarie Castellvi Sunitha Rao          | 6:0, 6:1         |
| 2005 | $50.000   | Ashley Harkleroad Lindsay Lee-Waters | Samantha Reeves Christina Wheeler       | 6:4, 7:5         |
| 2006 | $50.000   | Marie-Ève Pelletier Sunitha Rao      | Maria Fernanda Alves Lilia Osterloh     | 6:76, 6:2, 6:3   |
| 2007 | $50.000   | Erica Krauth Hanna Nooni             | Raquel Kops-Jones Lilia Osterloh        | 7:64, 6:4        |
| 2008 | $50.000   | Raquel Kops-Jones Abigail Spears     | Kimberly Couts Anna Tatishvili          | 6:1, 6:3         |
| 2009 | $50.000   | Carly Gullickson Nicole Kriz         | Angela Haynes Alina Jidkova             | 7:5, 3:6, [10:7] |
| 2010 | $50.000   | Julie Ditty Carly Gullickson         | Alexandra Mueller Ahsha Rolle           | 6:4, 6:3         |
| 2011 | $50.000   | Sharon Fichman Marie-Ève Pelletier   | Julie Ditty Carly Gullickson            | 6:4, 6:3         |
| 2012 | $50.000   | Maria Sanchez Yasmin Schnack         | Elena Bovina Julia Glushko              | 6:2, 6:2         |
| 2013 | $50.000   | Nicola Slater Coco Vandeweghe        | Nicole Gibbs Shelby Rogers              | 6:3, 7:64        |
| 2014 | $50.000   | Asia Muhammad Taylor Townsend        | Irina Falconi Maria Sanchez             | 6:3, 6:1         |
| 2015 | $50.000   | Françoise Abanda Maria Sanchez       | Olha Jantschuk Irina Chromatschowa      | 6:1, 6:3         |
| 2016 | $50.000   | Asia Muhammad Taylor Townsend        | Alexandra Panowa Shelby Rogers          | 7:64, 6:0        |
| 2017 | $60.000   | Jovana Jakšić Catalina Pella         | Madison Brengle Danielle Collins        | 6:4, 7:65        |
| 2018 | $80.000   | Sophie Chang Alexandra Mueller       | Ashley Kratzer Whitney Osuigwe          | 3:6, 6:4, [10:7] |
| 2019 | W80       | Asia Muhammad Taylor Townsend        | Lucie Hradecká Katarzyna Kawa           | 4:6, 7:5, [10:3] |
| 2020 | abgesagt  | abgesagt                             | abgesagt                                | abgesagt         |
| 2021 | W60       | Anna Danilina Arina Rodionova        | Erin Routliffe Aldila Sutjiadi          | 6:1, 6:3         |
| 2022 | W60       | Sophie Chang Angela Kulikov          | Valentini Grammatikopoulou Alycia Parks | 2:6, 6:3, [10:4] |
| 2023 | W60       | Sophie Chang Yuan Yue                | Nao Hibino Fanny Stollár                | 6:3, 6:3         |
| 2024 | W75       | Emily Appleton Quinn Gleason         | Marija Kononowa Marija Kosyrewa         | 7:65, 6:1        |
| 2025 | W100      | Marija Kosyrewa Iryna Schymanowitsch | Kayla Cross Petra Hule                  | 7:5, 7:5         |